# Diepoldsau

Historisches Luftbild von Swissair Photo AG von 1949

Diepoldsau ist eine politische Gemeinde und eine Ortschaft in der Region und im Wahlkreis Rheintal im Kanton St. Gallen in der Ostschweiz.

## Geographie
Diepoldsau liegt mehrheitlich östlich des Rheins, der in diesem Bereich mit dem Diepoldsauer Rheindurchstich im Zuge der Regulierung des Alpenrheins 1923 neu angelegt wurde. Der Alte Rhein bildet die Landesgrenze zu Österreich.
Die politische Gemeinde Diepoldsau vereinigt die beiden, historisch aus Höfen entstandenen, Ortsgemeinden Diepoldsau und Schmitter. Vielfach wird daher die Gemeinde auch mit Diepoldsau-Schmitter bezeichnet. Diepoldsau grenzt im Westen an die drei Schweizer Gemeinden Widnau, Balgach und Oberriet. Auf österreichischer Seite des Alten Rheins befinden sich die Marktgemeinde Lustenau, die Stadt Hohenems sowie die Gemeinde Altach direkt angrenzend.
Die Ortsgemeinde Schmitter besitzt neben Flächen auf dem Gebiet der politischen Gemeinde Diepoldsau auch Grundstücke im österreichischen Lustenau, das sogenannte „Schweizer Ried“. Die Ortsgemeinde Diepoldsau in Oberriet.

## Geschichte

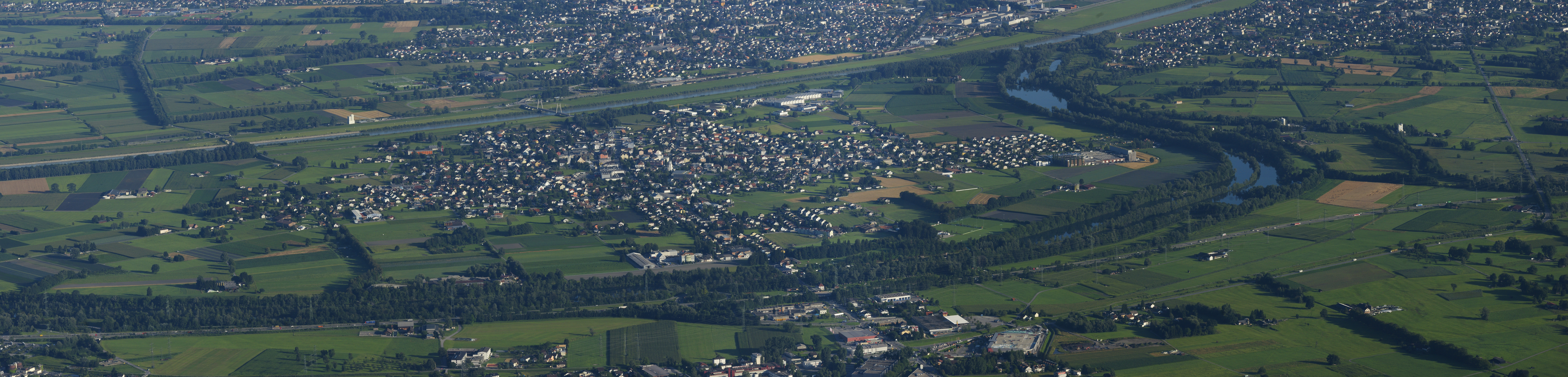
Blick von der Hohen Kugel in Vorarlberg auf den Rhein und (im Vordergrund) den Alten Rhein bei Diepoldsau. Am Alten Rhein verläuft die Grenze der Schweiz zu Österreich

Im Jahr 890 trat der Ortsname Thiotpoldesouva als königlicher Forst bei Kriessern erstmals in einer Urkunde in Erscheinung. Das Gebiet von Diepoldsau gehörte zum Reichshof Kriessern, Schmitter dagegen zum Hof Widnau. 1129 schenkte der deutsche König Friedrich dem Kloster St. Gallen den Hof Diepoldsau.
Anno 1345 bildeten die drei Höfe Au, Widnau und Schmitter den Hof Widnau-Haslach, der in diesem Jahr erstmals urkundlich erwähnt wurde. Er war Bestandteil des Reichshofes Lustenau und unterstand dem Grafen von Montfort und von 1395 an der Herrschaft des Grafen von Ems. Im Jahr 1420 wurde Diepoldsau erstmals als Dorfschaft urkundlich erwähnt. Fünfzig Jahre darauf, 1490, legten die Eidgenossen Hand auf das Rheintal und übten im linksrheinischen Teil des Hofes Widnau-Haslach unter dem Landvogt von Rheineck die hohe Gerichtsbarkeit aus. 1593 trennte sich der Hof Widnau-Haslach vom Reichshof Lustenau, blieb aber unter der Herrschaft der Emser. Da die Fläche des Hofes zu klein geworden wäre, erhielt der Hof auch Gebiete am rechten Ufer des Rheins, das "Schweizer Ried".
Der Flusslauf des Rheins wurde 1712 als schweizerische Landesgrenze anerkannt und somit die Bewohner von der Knechtschaft der Hohenemser Grafen erlöst. 1775 war das Geburtsjahr der Ortsgemeinde Schmitter. Durch die Auflösung des Hofes Widnau-Haslach wurde der Boden diesseits und jenseits des heutigen Rheinlaufs aufgeteilt. Jeder Hof erhält seinen eigenen Hofnamen, sein eigenes Gericht und seinen eigenen Rat. Sieben Jahre darauf wurden die Schmitter den Herren von Salis-Soglio unterstellt. Anno 1789 löste sich der Hof Diepoldsau vom Reichshof Kriessern los. Bei der Abstimmung wurde dies vom Reichshof mit 63 zu 51 Stimmen knapp angenommen. Die Wälder des Reichshofes wurden nun den verschiedenen Höfen zugelost. Diepoldsau erhielt das Gebiet des heutigen Diepoldsauer Schwammes. Dies erinnert heute noch an Diepoldsaus ehemalige Zugehörigkeit zum Reichshof Kriessern (heute Gemeinde Oberriet). Im Jahr 1795 kaufte sich der Hof Diepoldsau für 1'200 Gulden von der Abtei St. Gallen los.
Bei der Bildung des neuen Kantons St. Gallen wurden 1803 Widnau, Diepoldsau und Schmitter zur politischen Gemeinde Diepoldsau vereinigt. Etwas mehr als sechzig Jahre später, 1868, suchte eine Brandkatastrophe die Gemeinde heim. 141 Personen verloren ihr Obdach, 23 Häuser brannten nieder. Drei Jahre darauf wurde eine der zahlreichen Wasserkatastrophen durch Überschwemmungen des Rheins registriert.
Im Jahr 1883 wurde Widnau nach mehrjährigen Auseinandersetzungen eine selbstständige politische Gemeinde. 1888 folgte eine grosse Rheinüberschwemmung, hervorgerufen durch einen Dammdurchbruch. Ein Jahr später folgte ein weiterer Dammbruch, zusätzlich gab es wegen der vernichteten Ernte eine Hungersnot. Der Staatsvertrag zwischen der Österreichisch-Ungarischen Donaumonarchie und der Schweiz über die internationale Rheinregulierung wurde im Jahr 1892 beschlossen.
Zwischen 1910 und 1912 begannen die Arbeiten für den Diepoldsauer Rheindurchstich. Der Erste Weltkrieg behinderte weitgehend die Weiterführung der Arbeiten am Rheindurchstich. Während des Krieges verdiente eine grosse Anzahl von Bewohnern mit dem Schmuggel von Garn und Faden viel Geld. Am 18. April 1923 wurde dann der Rhein in sein neues Bett umgeleitet. Die Sprengung der Dämme war nicht auf Anhieb erfolgreich. Es wurde unangenehm empfunden, dass die örtlichen Behörden zu diesem bedeutenden Ereignis nicht eingeladen worden waren. 1931 wurde das neue Naturstrandbad eingeweiht. Im Jahr 1932 erstellte die Gemeinde die erste Grundwasserversorgung mit Pumpanlage und einem Leitungsnetz von 14 Kilometern.

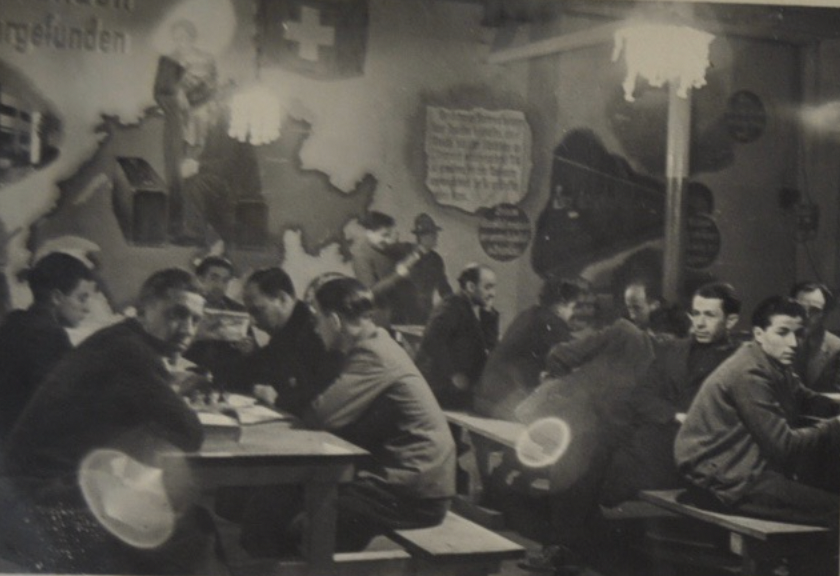
Tagraum im Auffanglager Diepoldsau 1938, aus dem Fotoalbum von Leo(n) Sternbach, in der Sammlung des Jüdischen Museums der Schweiz.

Vor und während des Zweiten Weltkrieges war Diepoldsau für viele Flüchtlinge, mehrheitlich Juden, das "Tor zur Schweiz". In Diepoldsau entstand im Juni 1938 ein Auffanglager für bis zu 300 Flüchtlinge in einer alten, leerstehenden Schifflistickerei. Das Lager wurde vom Schweizer Roten Kreuz betreut und von der Israelitischen Gemeinde St. Gallen finanziert. Die Schweizer Bundesregierung beteiligte sich nicht an der Finanzierung. Die Insassen unterlagen einer strengen Lagerordnung und durften nicht arbeiten. Der Kontakt mit der lokalen Bevölkerung war ihnen untersagt, was aber meistens nicht eingehalten wurde.
Das Altersheim in der Wiednau wurde 1958 eingeweiht, vier Jahre danach das neue Pumpwerk für die Wasserversorgung fertiggestellt. Im Jahr 1980 wurde das Oberstufenzentrum Kleewies seiner Bestimmung übergeben.
Die für über zwei Millionen Schweizer Franken ausgebaute Wasserversorgung wurde 1985 in Betrieb genommen. 1988 wurde ein Um- und Ausbau des Altersheimes fertiggestellt. Im Jahr 1990 feierte Diepoldsau mit einem Dorffest sein 1100-jähriges Bestehen. Vier Jahre später wurde das neue Gemeindehaus bezogen und eingeweiht und 1996 das Feuerwehrhaus seiner Bestimmung übergeben. Das „blaue“ Schulhaus Kirchenfeld wurde in Betrieb genommen. Im folgenden Jahr wurde das sanierte und attraktiv ausgebaute Strandbad am Alten Rhein seiner Bestimmung übergeben. Die Mehrzweckhalle Kirchenfeld wurde 1999 fertiggestellt und eingeweiht.
2000 zählte die Gemeinde erstmals 5000 Einwohner. 2001 beschloss die Bürgerschaft die neue Gemeindestruktur mit integrierter Schulgemeinde in der Einheitsgemeinde ab 2005.
Am 4. Juli 2023, vormittags wurde an 100 Jahre Rheindurchstich erinnert. 4000 Schüler aus 200 Schulklassen von 7 Anrainergemeinden aus Österreich und der Schweiz bildeten am rechten Rheindamm von Riet- bis Wiesenrainbrücke eine 4 km lange Menschenkette. Die Schweizer Luftwaffe zeigte eine Flugshow mit 9 Flächenflugzeugen.

## Bevölkerung
Die Einwohner von Diepoldsau werden Tippilzouwer genannt.
Diepoldsau zählte am 31. Dezember 2018 eine ständige Wohnbevölkerung von 6471 Einwohnern. Davon waren 4929 Schweizer Staatsbürger und 1542 (23,82 %) Angehörige anderer Länder oder machten keine Angaben. Die Geschlechterverteilung ist mit 3315 Männern und 3156 Frauen ausgeglichen.

### Zivilstand
Von den 6471 Einwohnern waren:
- 2805 ledig
- 2951 verheiratet oder in einer eingetragenen Partnerschaft
- 237 verwitwet oder in einer durch Tod aufgelösten Partnerschaft
- 478 geschieden, unverheiratet oder in einer gerichtlich aufgelösten Partnerschaft[14]

### Herkunft
In der Schweiz geboren sind 4770. 1701 sind in anderen Staaten geboren oder machten keine Angaben (4).
Von den direkten Nachbarländern stammen aus:
- Österreich 367
- Deutschland 285
- Italien 186
- Frankreich 7
- Liechtenstein 7[15]

Weitere wichtige Herkunftsländer sind Kosovo (186), Nordmazedonien (142), Serbien (61), Slowakei (29), Polen (27), Türkei (26), Ungarn (22), Spanien (17), Bosnien und Herzegowina (16), Kroatien (13), Afghanistan (13), Slowenien (12) und Eritrea (11).

## Wirtschaft
Die aufblühende Stickerei-Industrie im St. Galler Rheintal bedeutete auch den Aufschwung für Diepoldsau. Es entstanden zahlreiche kleine und grössere Stickereibetriebe. 1873 standen über 80 Stickmaschinen im Einsatz. 1885 eröffnete Julius Brunke (1844–1927) in der ehemaligen Seidenspulfabrick Merian & Custer eine Schifflistickfabrik. 1934 beschäftigte allein Brunke 134 Mitarbeiter.

### Verkehr
1788 wird bereits eine Fähre im Schmitter in Richtung Hohenems erwähnt. 1873 wurde der Fährbetrieb eingestellt und durch eine Holzbrücke über den Rhein ersetzt. Während des Krieges, am 12. Oktober 1915, nahm die elektrische Strassenbahn Heerbrugg–Diepoldsau ihren Betrieb auf, die wiederum 1956 auf Autobusbetrieb umgestellt wurde. Die Brücke über den Rhein heisst heute noch Trambrücke. Das Strassenprojekt Diepoldsau – Hohenems wurde 1929 genehmigt. Diese Strasse stellt bis in die Neuzeit eine sehr stark frequentierte Verbindung dar. 1985 wurde die Trambrücke durch eine damals einzigartige neue Schrägseilbrücke über den Rhein ersetzt. Zu diesem Anlass gab es ein grosses Dorffest.

## Sehenswürdigkeiten

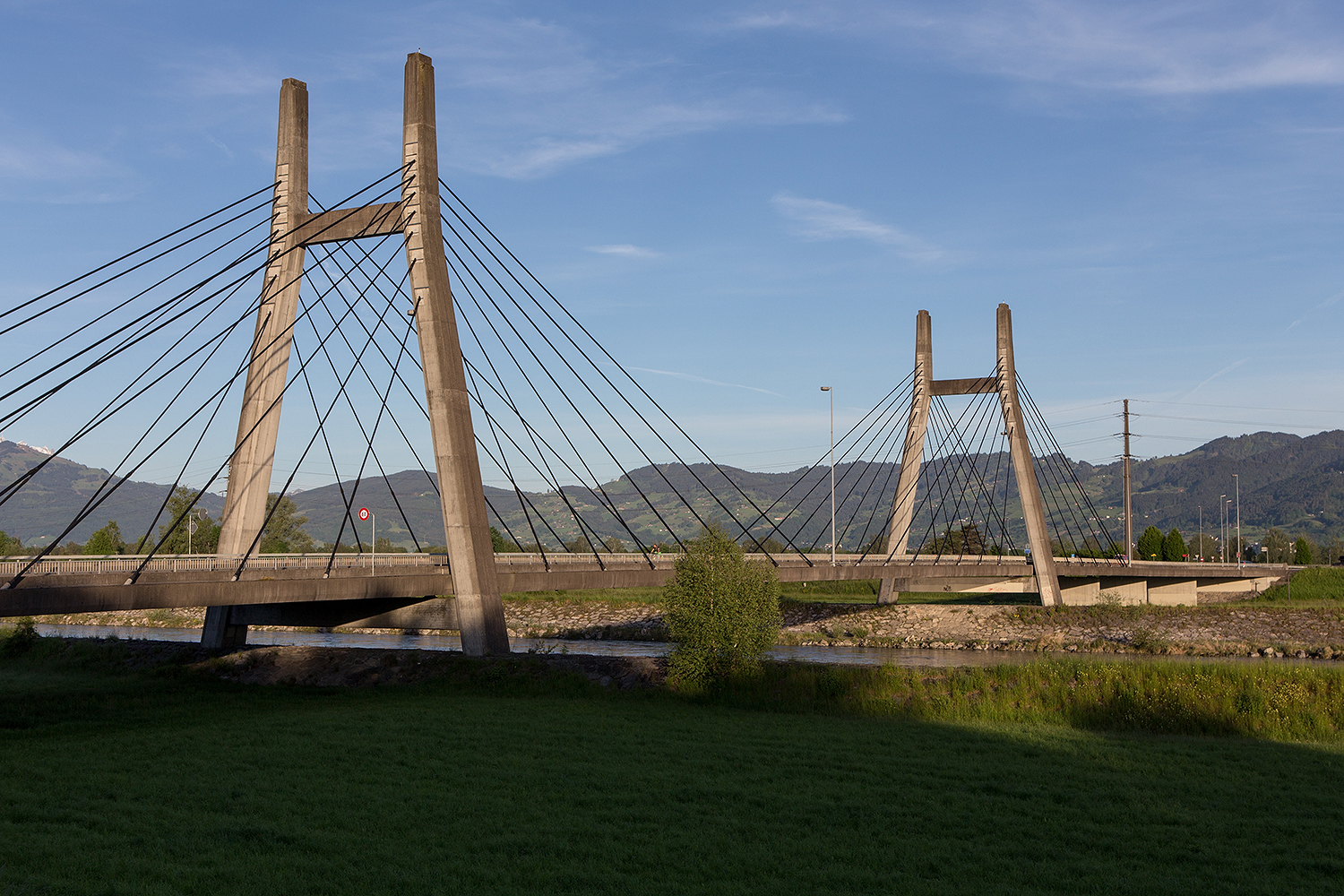
Schrägseilbrücke über den Rhein
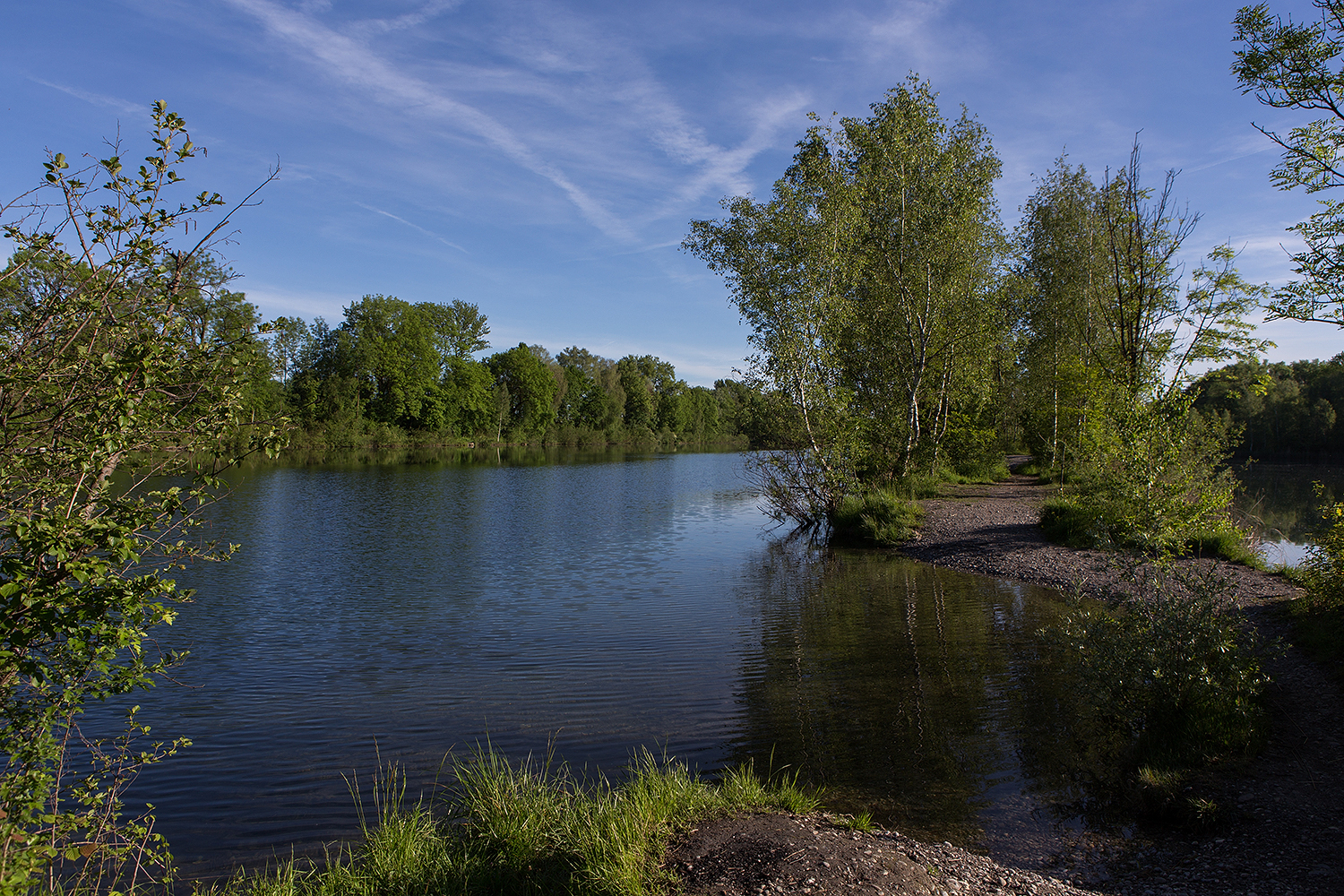
Alter Rhein
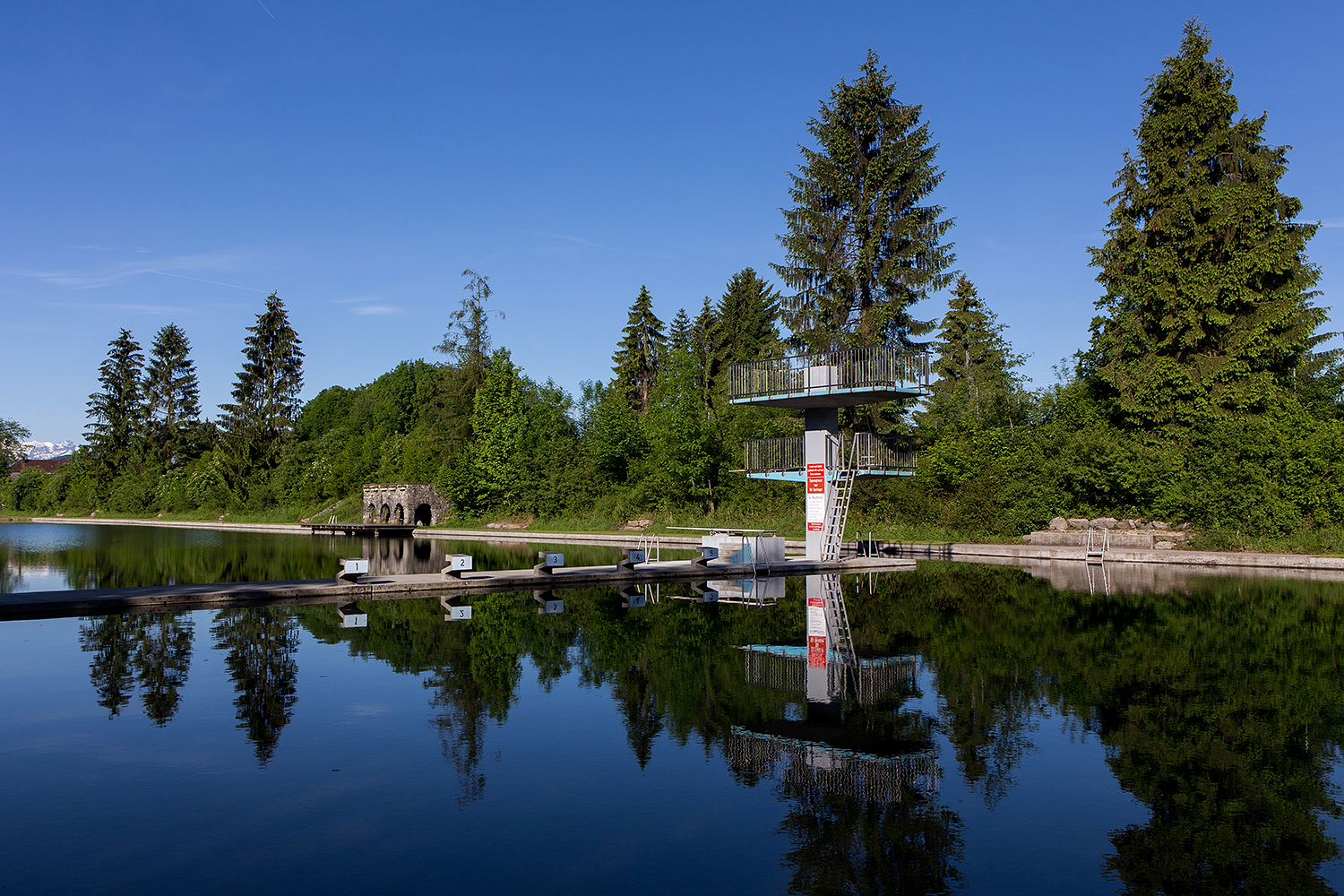
Schwimmbad
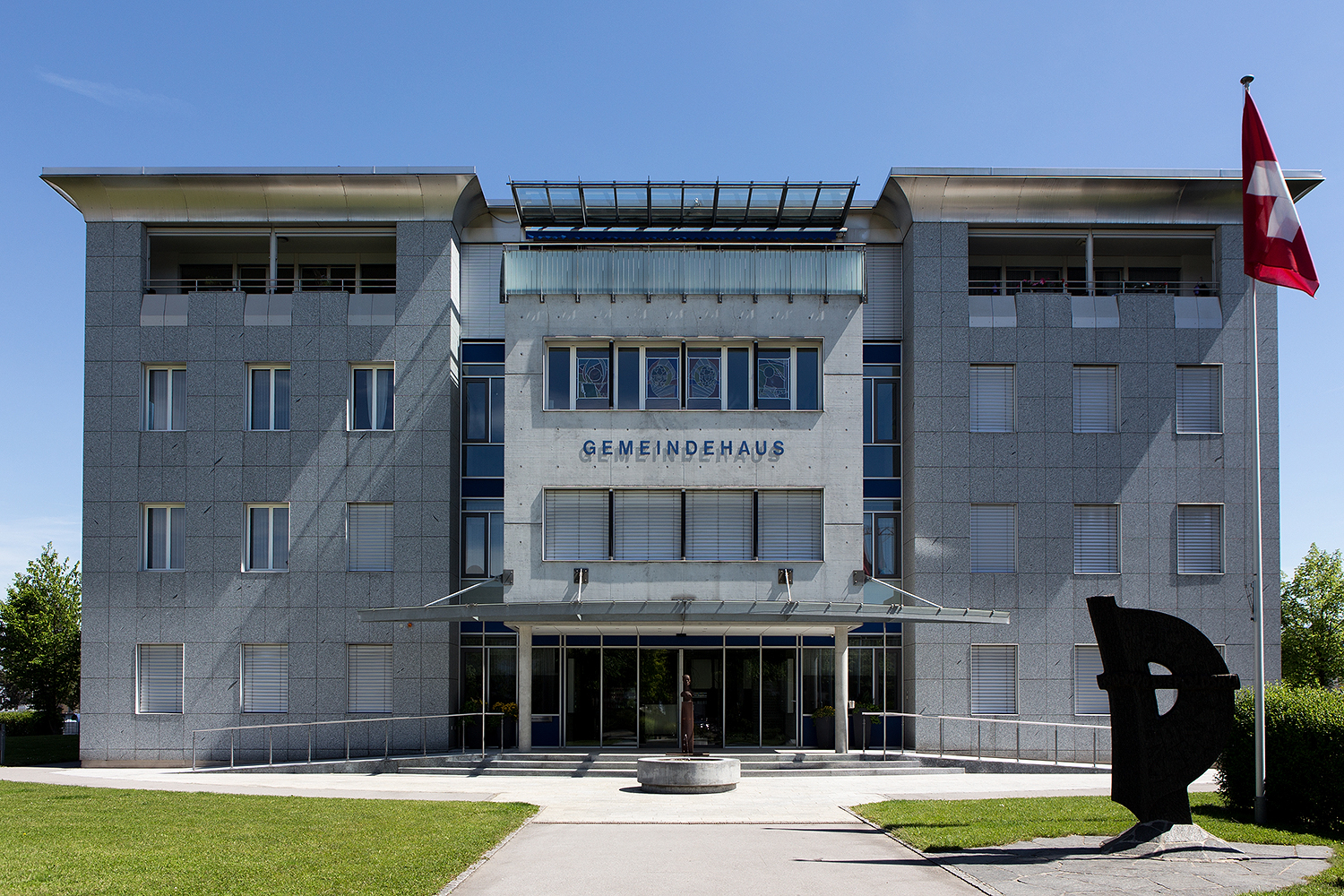
Gemeindehaus
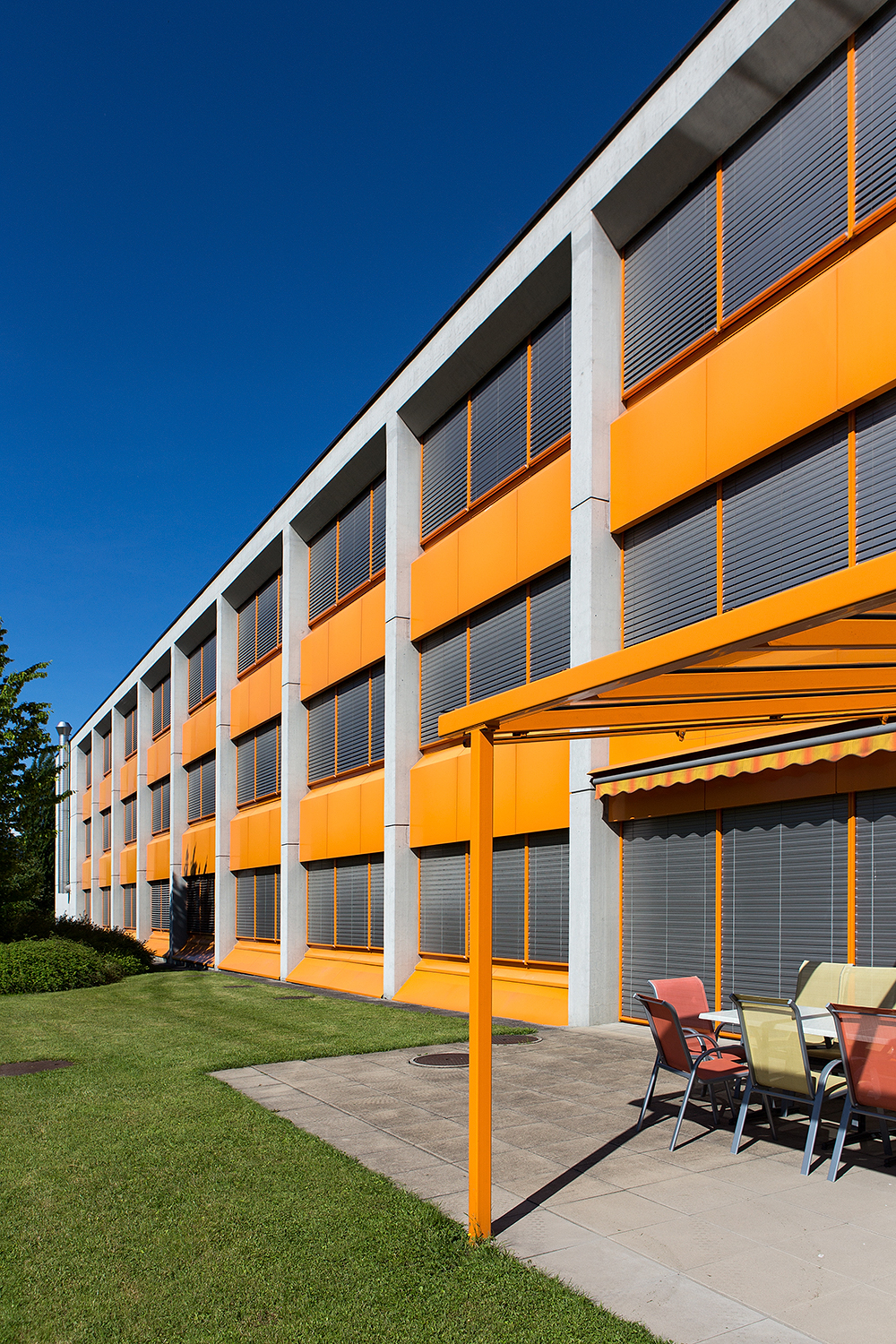
Oberstufenzentrum Kleewies
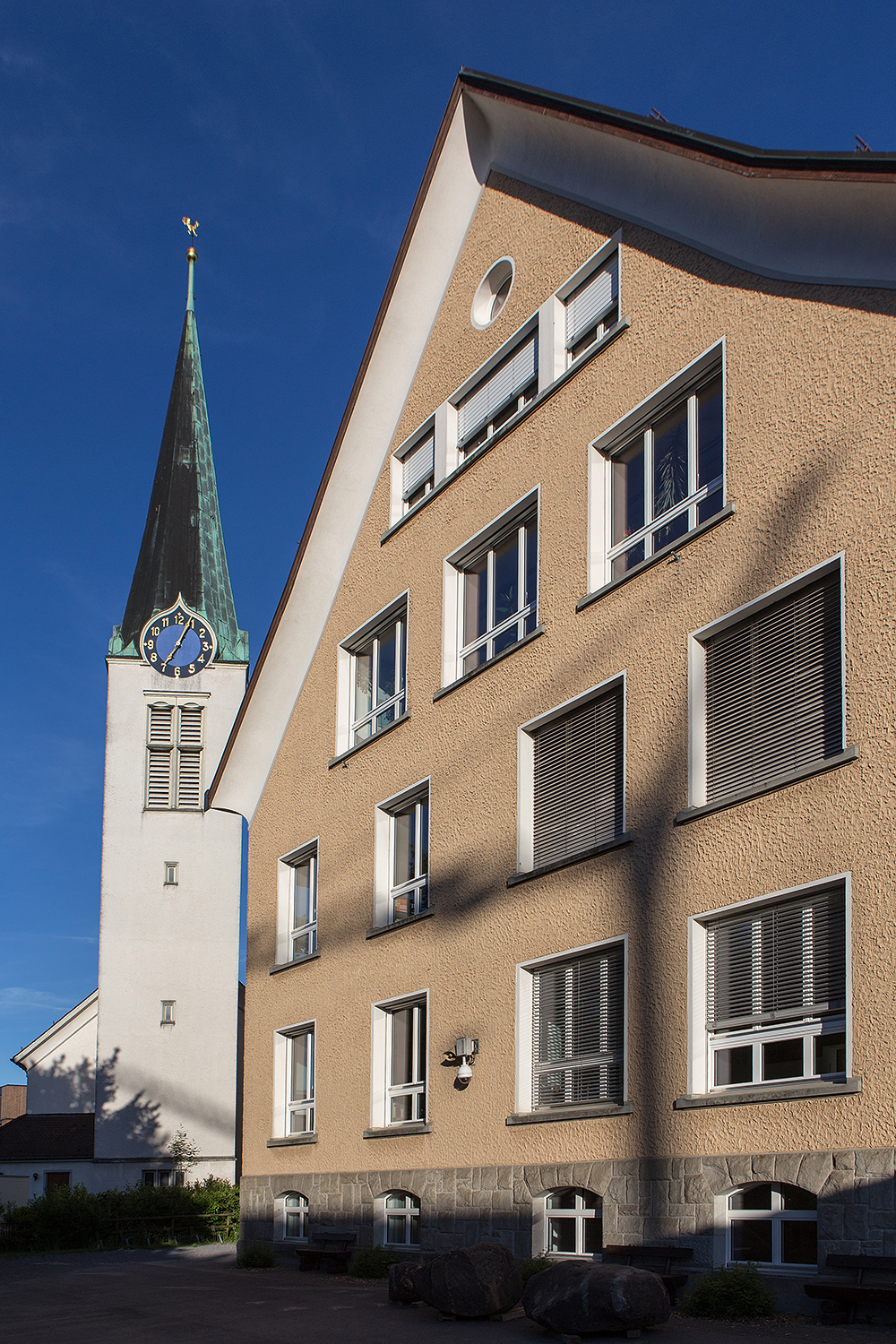
Ref. Kirche und Primarschulhaus Mitteldorf
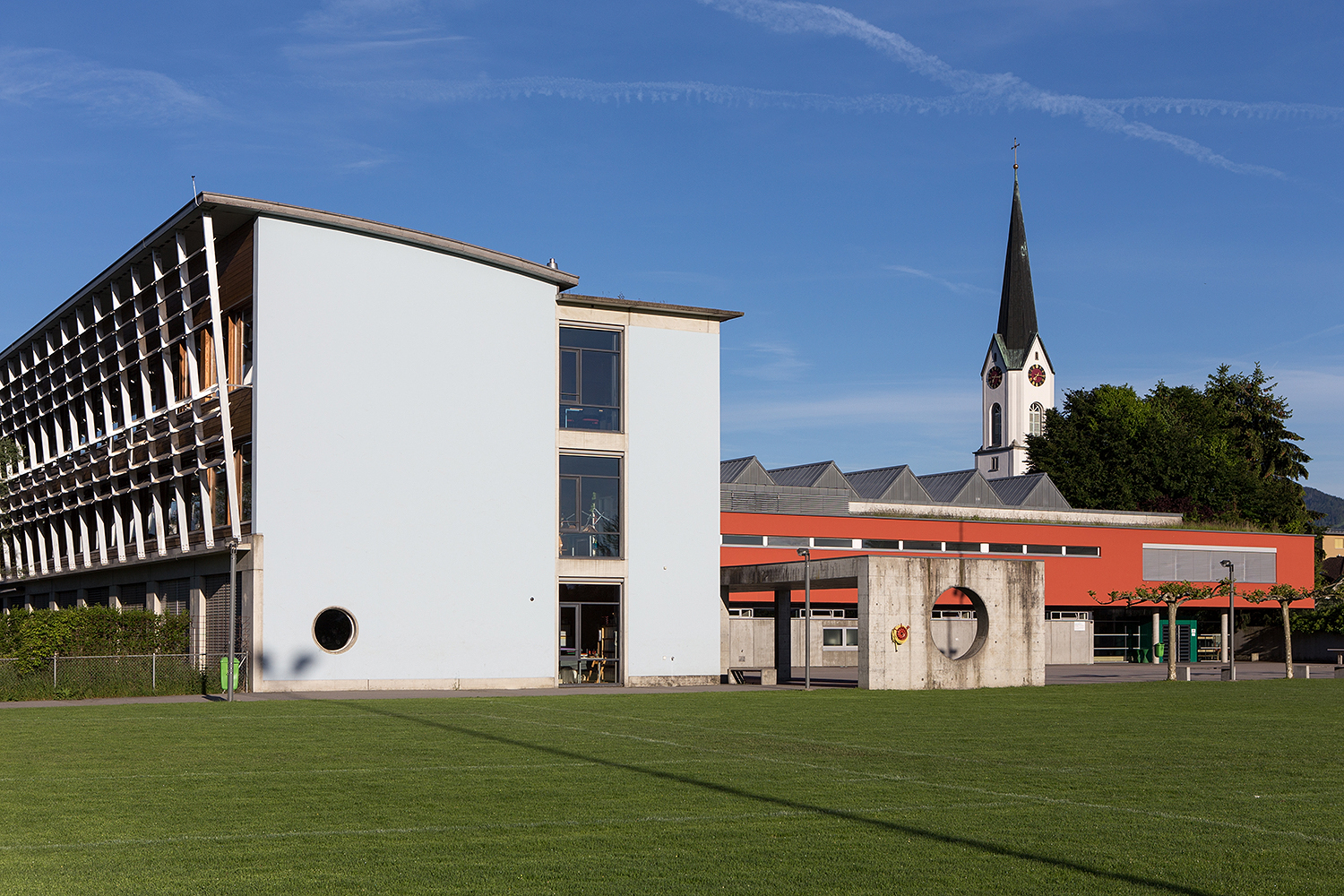
Primarschule Kirchenfeld und kath. Kirche

## Persönlichkeiten
- Julius Brunke (1844–1927), Strickereifabrikant
- Benedikt Frei (1904–1975), Prähistoriker
- Rudolf Grob (1890–1982), evangelischer Geistlicher und Direktor der Schweizerischen Anstalt für Epileptische in Zürich
- Jakob Küster (* 1947), Radrennfahrer
- Ferdinand Thurnherr, Landarzt
- Gebrüder Weder Johann Jakob Weder (1880–1966), Johann Anton Weder (1882–1931), Carl August Weder (1889–1932), Franz Xaver Weder (1895–1969), Johann Michael Weder (1897–1956)
- Gustav Weder (* 1961), ehemaliger Schweizer Bobpilot
- Hans Weder (* 1946), ehemaliger Rektor der Universität Zürich